# Xylopia lenombe
Xylopia lenombe är en kirimojaväxtart som beskrevs av Jorge Américo Rodrigues Paiva. Xylopia lenombe ingår i släktet Xylopia och familjen kirimojaväxter. Inga underarter finns listade i Catalogue of Life.